# 席闡文
席 闡文（せき せんぶん、生没年不詳）は、南朝斉から梁にかけての軍人・政治家。本貫は安定郡臨涇県。

## 経歴
幼くして孤児となり、貧しい中を読書して身を立てた。南朝斉の初年、雍州刺史の蕭赤斧の下で中兵参軍をつとめ、その子の蕭穎冑と交友した。また西中郎中兵参軍をつとめ、城局参軍を兼ねた。蕭穎冑とともに蕭衍の起兵をうながし、劉山陽を斬った。田祖恭を派遣して蕭衍に銀装の刀を献上すると、蕭衍は金の如意をもって返礼した。
和帝が即位すると、闡文は給事黄門侍郎となり、まもなく衛尉卿に転じた。蕭穎冑が突然に死去すると、江陵の州府は騒然となった。闡文は和帝が幼弱で、抑えが利かないとみて、始興王蕭憺が雍州に駐屯していたのを担ぎ出し、群臣とともに江陵に迎えて荊州の政務を統括させた。
蕭衍が即位すると、闡文は都官尚書・輔国将軍に任じられ、山陽伯に封じられた。東陽郡太守として出向し、湘西伯に改封された。太守としてつとめること2年、清廉をもって知られ、在官のまま死去した。諡は威といった。

## 伝記資料
- 『梁書』巻12 列伝第6
- 『南史』巻55 列伝第45